# Црква Светог Марка у Кули
Црква Светог Марка у Кули, насељеном месту на територије општине Мало Црниће, припада Епархији браничевској Српске православне цркве.

## Историјат
Црква посвећена Светом јеванђелисти и апостолу Марку подигнута је 1869. године, поред реке Витовнице, у самом центру насеља. Саграђена је као једнобродна грађевина, којој  је доградњом 1925. година дозидан торањ. Првобитну цркву  је  освештао Митрополит Србије Михаило, а по обављеној генералној оправци Епископ браничевски Митрофан.  

## Архитектура цркве
Храм чини једна мања припрата на улазу, наос цркве и олтар. У предњем делу је подигнуто кубе, на чијем врху  је крст. Кров цркве је на две воде, покривен црепом. Са леве и десне стране су две апсиде - певнице полукружног облика, као и олтарски део. Дужина цркве је 22m, ширина 7m, висина 8,5m, висина самог кубета цркве је 11m. Сам плафон је раван и осликан небеским звездама. Под у цркви је oд гранитних плоча. 
Црква је имала свој стари првобитни иконостас, био је оштећен и сада се чува у црквеној згради, као и иконе са тог иконостаса, које су биле пренете из још старије цркве која се налазила некад, над Врањевцем, оближњем вису над селом. Иконе  су на платну, и оне се  чувају у згради поред цркве, као и дарохранилица из 1869. године Садашњи иконостас у цркви је новијег доба и он је у дрвету, који је радио мајстор-столар Радиша Огњановић из Куле, а иконе је осликао ђакон Томић, из Жичке радионице сликања, а за време свештеника Десимира Јовића. Нови иконостас је освештан 1995. године, од стране Епископа браничевског Игњатија. На  зидовима се чувају две старе иконе на дрвету. 
Поред цркве се налази са њене леве стране од улаза звонара, изграђена од гвожђа на четири стуба, на којој је једно звоно. Звоно се  покреће механички, канапом-ужетом, на звону је угравиран натпис: 3воно је поклон храму  "Апостола Марка" у Кули  од  књаза Србског Милана Обреновића IV. 1870. године.  